# Йоаким IV Константинополски
Йоаким (на гръцки: Ιωακείμ Γ΄ Μεγαλοπρεπής) e гръцки духовник, вселенски патриарх в Цариград от 13 октомври 1884 до 26 ноември 1886 година.

## Биография
Роден е със светското име Николаос Крусулудис (Νικόλαος Κρουσουλούδης) в Калимасия на остров Хиос на 5 юли 1837 година. Майка му е сестра на патриарх Йоаким II Константинополски. Завършва богословското училище на Халки в 1860 година. Служи като подсекретар (1860 - 1863), а след това като главен секретар (1863 - 1870) на Светия синод на Вселенската патриаршия в Цариград. На 30 ноември 1870 година е ръкоположен за лариски митрополит в патриаршеската църква „Свети Георги“ в Фенер, Цариград. Ръкополагането е извършено от патриарх Григорий VI Константинополски в съслужение със синодалните архиереи. На 7 август 1875 година е избран за деркоски митрополит. На 1 октомври 1884 година е избран за вселенски патриарх. На 14 ноември 1886 година подава оставката си по здравословни причини. Оставката е приета от Светия синод и от Смесения съвет на 16 ноември 1886 година. След оставката си се установява на Хиос, където умира на 15 февруари 1887 година.